# Thomas Szewczyk
Thomas Adrian Szewczyk (* 8. Januar 1992 in Lubin) ist ein ehemaliger deutsch-polnischer Basketballspieler.

## Laufbahn
Szewczyk, dessen Vater Zbigniew Fußballprofi in Deutschland war und dessen Bruder Maciej ebenfalls eine Leistungsfußballkarriere einschlug, kam im polnischen Lubin zur Welt, zog als Kind mit seiner Familie nach Deutschland, wohnte dann in Bolesławiec in Polen, spielte Basketball bei KK StarBol Bolesławiec und kehrte mit 16 Jahren nach Deutschland zurück. Er lebte bei einer Gastfamilie in Crailsheim und spielte Basketball beim örtlichen TSV. Im Spieljahr 2011/12 kam er zu einem ersten Kurzeinsatz für die Crailsheim Merlins in der 2. Bundesliga ProA. Im Herrenbereich verstärkte Szewczyk jedoch zumeist die zweite Crailsheimer Mannschaft.
Nach einem Jahr beim Regionalligisten BBG Herford (2013/14) schloss er sich 2014 dem FC Schalke 04 an. 2016 stieg er mit den „Knappen“ von der Regionalliga in die 2. Bundesliga ProB auf. In der dritthöchsten deutschen Spielklasse erreichte er mit S04 im Spieljahr 2017/18 das Halbfinale. Da Meister Elchingen auf einen Aufstieg verzichtete, rückte Szewczyk mit seinen Schalkern nach und schaffte somit den Sprung in die 2. Bundesliga ProA. Er verließ Schalke im Anschluss an das Spieljahr 2019/20, um sich der Beendigung seines Studiums zu widmen. Er verstärkte fortan den ETB Schwarz-Weiß Essen in der 2. Regionalliga, dann ebenfalls in der 1. Regionalliga.